# Verum alascensis
Verum alascensis är en kräftdjursart som först beskrevs av Zevina 1973.  Verum alascensis ingår i släktet Verum och familjen Scalpellidae. Inga underarter finns listade i Catalogue of Life.